# Александр Санников (ледокол)

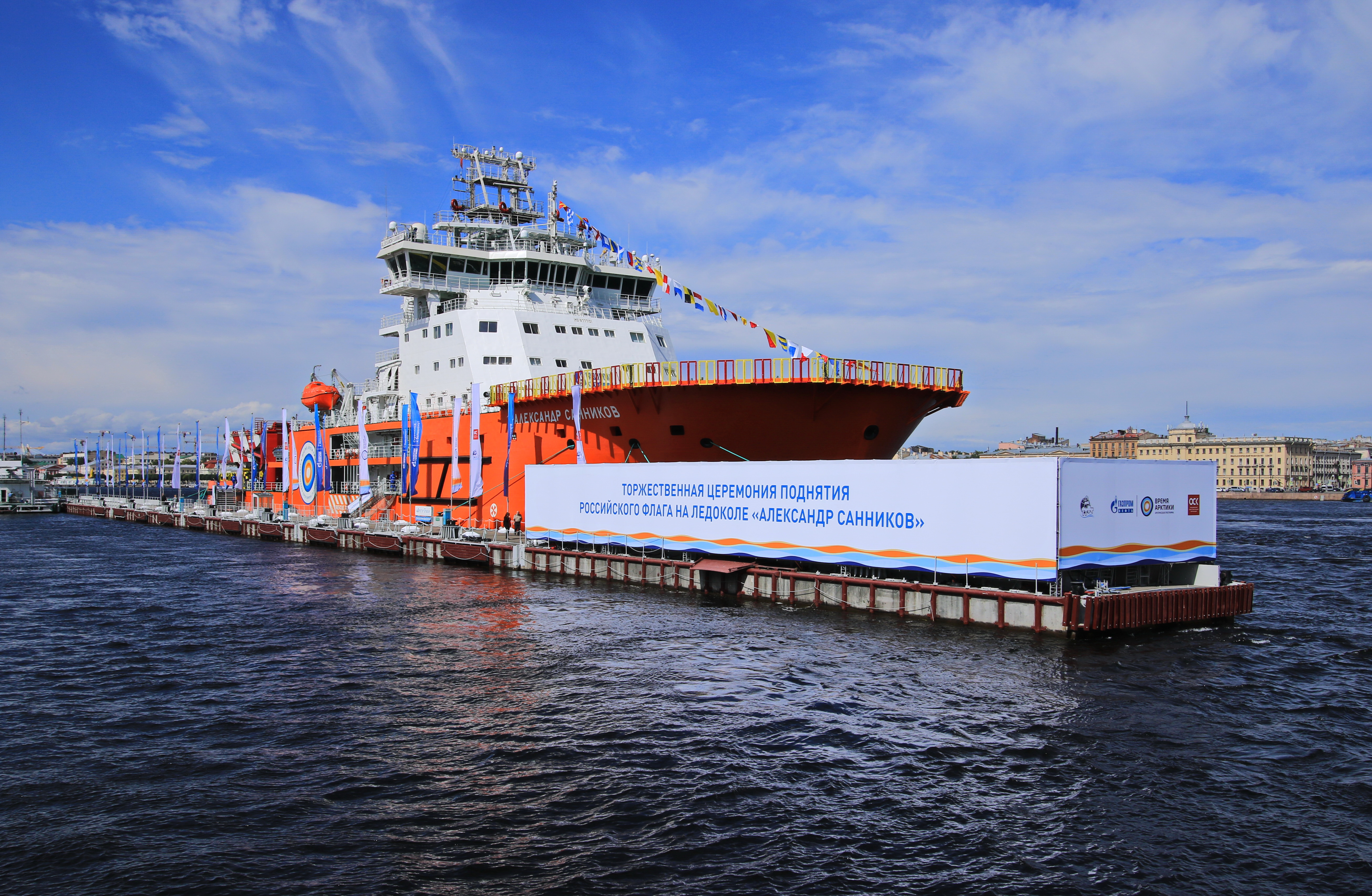
«Александр Санников» на Неве 29 июня 2018 года.

«Александр Санников» — российское дизель-электрическое ледокольное судно обеспечения проекта Aker ARC 130A.

## История
«Александр Санников» заложен 3 ноября 2015 года на Выборгском судостроительном заводе (город Выборг, Ленинградская область), Спущен на воду 24 ноября 2016 года. Поднятие флага произведено 29 июня 2018 года в Санкт-Петербурге.

## Название
Ледокол назван в честь директора дирекции нефтепереработки «Газпром нефти» Александра Леонидовича Санникова.
Разработан по заказу ПАО «Газпром нефть» для обеспечения отгрузки нефти с Новопортовского месторождения через терминал «Ворота Арктики».